# Дагеротипія

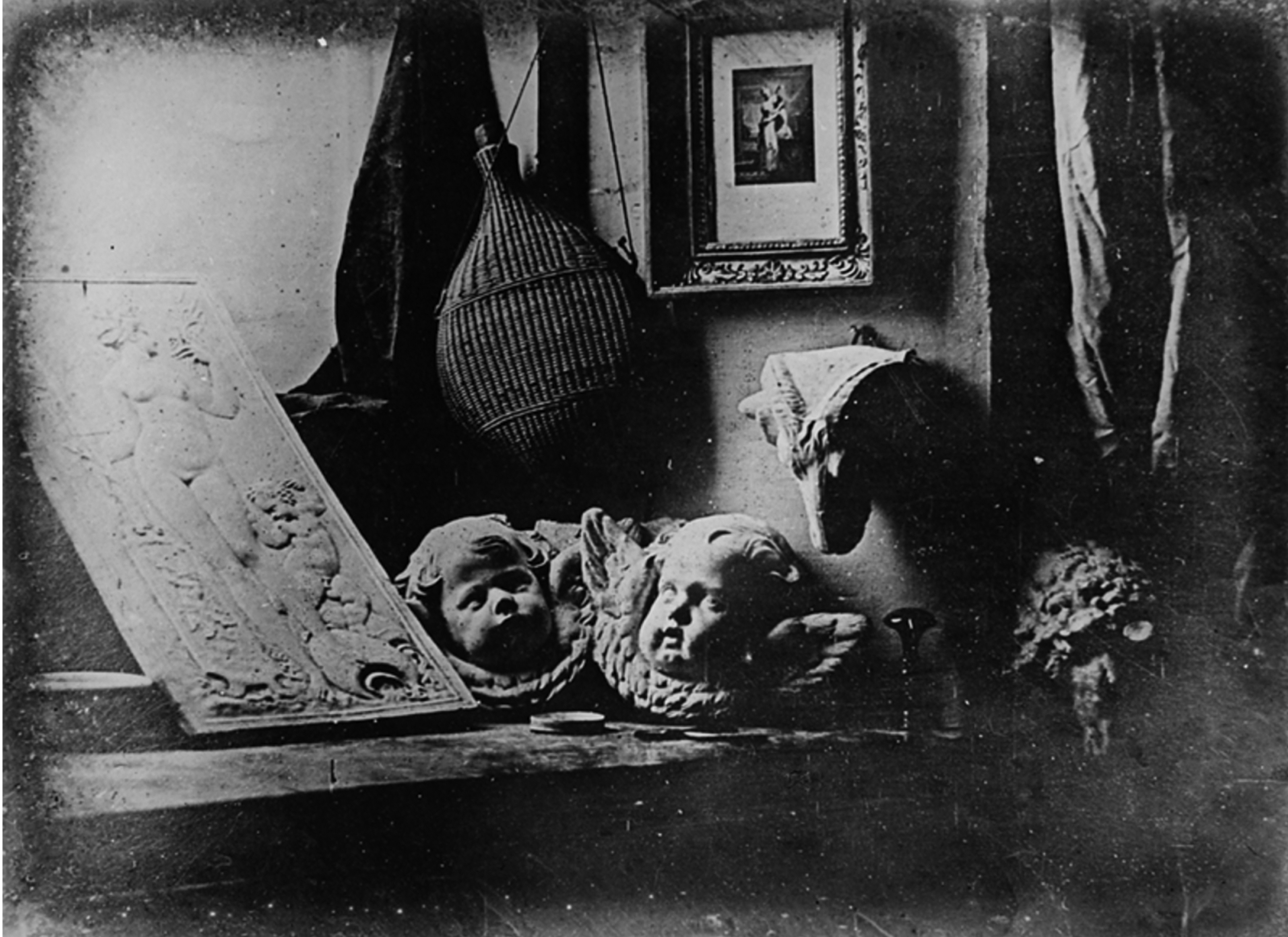
Майстерня митця (L’Atelier de l'artiste.) Дагеротип 1837 року роботи Даге́ра.

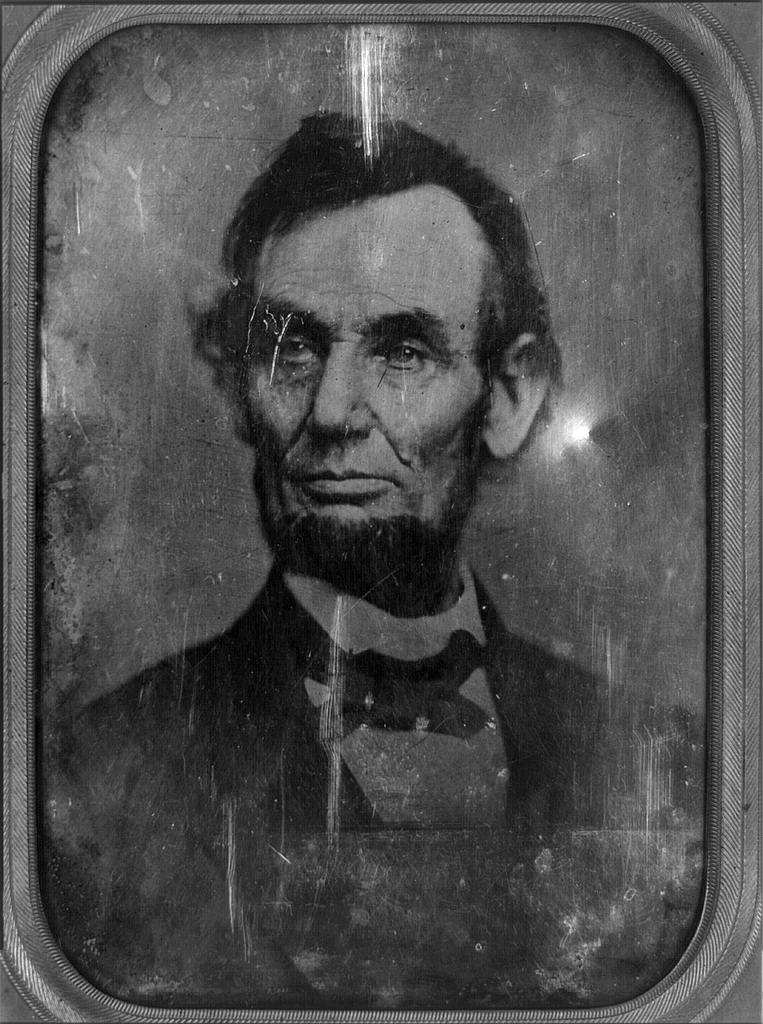
Приклад дагеротипії: портрет Авраама Лінкольна, 1864

Дагеротипія — спосіб безпосереднього отримання при фотографуванні позитивного зображення. Винайдений французьким художником Луї Даге́ром в 1839 р. Є першим практичним способом фотографування. Полягає в тому, що посріблену мідну пластинку старанно полірують, потім безпосередньо перед зйомкою обробляють парою йоду, внаслідок чого утворюється тонкий шар світлочутливого йодистого срібла. Під дією світла в цьому шарі виникає приховане зображення, яке проявляється випарами ртуті. Отримане зображення фіксують розчином тіосульфату натрію. Цей спосіб був єдиним способом отримання фотографічних зображень до відкриття в 1851 р. вологого колодієвого процесу.

## Технологія
Як фотоматеріал використовували ретельно відполіровану і покриту сріблом мідну пластинку, яку безпосередньо перед зйомкою обробляли парами йоду. В результаті такої обробки утворювався тонкий шар світлочутливого йодистого срібла. Під дією світла в цьому шарі виникає приховане зображення, яке проявляється парами ртуті. Отримане зображення закріплюють розчином тіосульфату натрію.
Процес Дагера включав такі етапи:
1. Тонкий лист срібла припаювали до товстого листа міді.
2. Срібна поверхня полірувалася до блиску.
3. Срібна пластина в темряві оброблялася парами йоду, завдяки чому ставала чутливою до світла.
4. Підготовлена пластина вкладалася у темряві у фотокамеру.
5. Камера встановлювалася на триногу, виносилася на вулицю і спрямовувалася на нерухомий об'єкт зйомки, освітлений яскравим сонцем.
6. Об'єктив відкривався на час від 15 до 30 хвилин.
7. Приховане зображення виявлялося і закріплювалося в наступному порядку:
  1. Пластину клали в невелику кабіну під кутом 45° над контейнером з ртуттю, яку спиртівкою нагрівали до 150 градусів за Фаренгейтом (67 °C).
  2. За пластиною велося уважне спостереження доти, поки зображення не ставало видимим завдяки утворенню ртутної амальгами на експонованих частинах платівки, в яких йодид срібла зруйнувався, і срібло перетворилося на метал.
  3. Пластина занурювалась у холодну воду, щоб поверхня стала твердою.
  4. Пластина переносилася в розчин звичайної кухонної солі (яка після 1839 замінена гіпосульфітом натрію (тіосульфат натрію) — фіксувальною речовиною, відкритою Джоном Гершелем і негайно узятою для використання Дагером).
  5. Потім пластину ретельно промивали, щоб припинилася дія фіксажу.

Знімок виходив досить високої якості — чіткі деталі як у світлі, так і в тінях, однак, копіювання знімку було неможливим.

## Відомі фотозображення
Методом дагеротипії були зроблені знімки Президента США Авраама Лінкольна.